# Microgaster varicornis
Microgaster varicornis är en stekelart som beskrevs av Camillo Rondani 1872. Microgaster varicornis ingår i släktet Microgaster och familjen bracksteklar. Inga underarter finns listade i Catalogue of Life.